# FKBP7
FKBP7 (англ. FK506 binding protein 7) — білок, який кодується однойменним геном, розташованим у людей на короткому плечі 2-ї хромосоми.  Довжина поліпептидного ланцюга білка становить 259 амінокислот, а молекулярна маса — 30 009.
| 10         |  | 20         |  | 30         |  | 40         |  | 50         |
| ---------- |  | ---------- |  | ---------- |  | ---------- |  | ---------- |
| MPKTMHFLFR |  | FIVFFYLWGL |  | FTAQRQKKEE |  | STEEVKIEVL |  | HRPENCSKTS |
| KKGDLLNAHY |  | DGYLAKDGSK |  | FYCSRTQNEG |  | HPKWFVLGVG |  | QVIKGLDIAM |
| TDMCPGEKRK |  | VVIPPSFAYG |  | KEGYGSLEEV |  | FLLQNILVSC |  | HRTTLHVLKC |
| MYLLVLNNNT |  | CAEGKIPPDA |  | TLIFEIELYA |  | VTKGPRSIET |  | FKQIDMDNDR |
| QLSKAEINLY |  | LQREFEKDEK |  | PRDKSYQDAV |  | LEDIFKKNDH |  | DGDGFISPKE |
| YNVYQHDEL  |  |            |  |            |  |            |  |            |

A: Аланін

C: Цистеїн

D: Аспарагінова кислота

E: Глутамінова кислота

F: Фенілаланін

G: Гліцин

H: Гістидин

I: Ізолейцин

K: Лізин

L: Лейцин

M: Метіонін

N: Аспарагін

P: Пролін

Q: Глутамін

R: Аргінін

S: Серин

T: Треонін

V: Валін

W: Триптофан

Кодований геном білок за функціями належить до ізомераз, ротамаз. 
Задіяний у такому біологічному процесі як альтернативний сплайсинг. 
Білок має сайт для зв'язування з іонами металів, іоном кальцію. 
Локалізований у ендоплазматичному ретикулумі.